# История Макеевки
Древнейшие находки относятся к ашельской культуре и имеют возраст более 150 тысяч лет. Это единичные находки классических для раннего палеолита ручных рубил на территории современной Макеевки.
Официальной датой основания города Макеевки Донецкой области считается дата первого упоминания в 1690 году поселения запорожских казаков Ясиновка  (сейчас поселок городского типа, подчинённый Макеевскому горсовету). Первое сообщение о поселке Ясиновка записал Феодосий Макарьевский в «Матеріалахъ для историко-статистического описанія Екатеринославской губерніи»
«При урочище Ясиноватка зимовником и хутором в 1690 г. сидело несколько запорожцев, занимающихся пчеловодством, скотоводством и рыболовством».
Несколько позже на её территории были основаны другие поселения: Нижняя Крынка, Землянки, Макеевка, Щегловка.
В 1777 году на месте зимовников казаков[прояснить] (см. Казак Макей) у истоков реки Кривой Торец распоряжением азовского губернатора была основана государственная слобода Землянки (сейчас пгт, подчинённый Макеевскому горсовету). Однако краеведом Колодяжным Н. А. были найдены документальные свидетельства существования посёлков Ясиновка и Землянки в 1690 году. То есть на 87 лет раньше официальной даты основания. На базе этих данных сессия городского совета изменила дату рождения Макеевки на 1690 год. С этого времени именно этот год указан на гербе города. В 1787 году возникла слобода Макеевская (позже посёлок Макеевка, с 1965 года включён в территорию Горняцкого района города), упоминающаяся с начала XIX века как собственность рода Иловайских. В 1815 году она стала центром вновь созданной Макеевской области.

## Дикое поле
До середины XVIII территория южнее Бахмута находилась под контролем Крымского ханства и оседлое население здесь практически отсутствовало (См. «Статистическое описание..» ниже). Заселение этих территорий началось лишь после окончания русско-турецкой войны 1735—1739, когда по мирному договору 1774 Крымское ханство было подчинено России и Приазовье вошло в состав Российской империи.

## Область Войска Донского
В конце XVIII века новые земли были поделены на губернии, при этом территория нынешней Макеевки была отнесена к области Войска Донского, восточная граница которой была проведена по реке Кальмиус. Территория к западу от Кальмиуса относилась к Новороссийской, а затем Екатеринославской губерниям.

Граничная черта, означающая ныне окружность земли Донских казаков, Высочайше утверждена в 1786 году на карте, а в 1795 и 1796 годах проведена в натуре комиссарами от губерний и со стороны войска отряженными; в сей черте живых урочищ весьма мало; большая часть её означается межевою нарезкою. Она идет в следующем виде: от устья Kaлмиyca, впадающего в Азовское море, левым берегом сей речки до её вершины и потом сухою чертою до р. Крынки; отсюда левым берегом р. Булавина Колодезя, от вершины которой p. Mиуcoм и сухою чертою до р. Хрустальной; далее сухою же чертою, прерывающеюся балками и р. Каменкою, до р. Белой, правым берегом сей речки до реки Северского Донца, левым берегом оного до устья р. Койсуга и вверх по оной; потом простирается большею частью сухая черта, чрез речки: Деркул и Камышную, мимо вершин речек: Нагольной, Мёловой, Калитвы и Тихой, до берега реки Дона.
— Статистическое описание земли донских казаков, составленное в 1822—1833 годах

## Угольные копи
В середине XIX века в районе нынешней Макеевки началась добыча каменного угля. Было построено несколько помещичьих шахт, которые в 1859 году объединены в Макеевский каменноугольный район. В 1885 году Иловайским начато сооружение труболитейного завода на основе перевезённой из села Зуевки ремонтно-механической мастерской. В 1897 году московский купец Пешков недалеко от посёлка Криничная основал Ясиновский рудник.
В 1880-х годах была проложена железнодорожная ветка «Макеевка — Ханжёнково — Криничная», а к началу XX века закончено строительство к северу от Макеевки металлургического завода «Унион» с доменной и двумя мартеновскими печами. Вблизи завода в 1892 году возник посёлок Дмитриевка, который стал торгово-промышленным и культурным центром для окрестных посёлков и слобод. В 1897 году в Дмитриевке проживало 7207 жителей.
К 1890-м годам сложился Макеевский горный район с развитой сетью угольных предприятий. К 1910 году в Макеевском горном районе было 37 шахт, которые давали четвёртую часть добычи угля на Донбассе. В 1907 году была открыта первая в Российской империи районная горноспасательная станция. В 1911—1913 годам макеевским металлургическим заводом «Унион» производилось 235,8 тысячи тонн чугуна, 169,9 тысячи тонн стали, 128,7 тысячи тонн проката, кроме того, завод приобрёл угольные шахты.
К 1913 году в Дмитриевске и слободе Макеевке насчитывалось 20 тысяч человек, в них были две рудничные больницы, несколько фельдшерских пунктов, четыре школы, мужская и женская гимназии.
Во время Первой Мировой войны с февраля по август 1915 года частная бельгийская компания построила бензольный завод в Макеевке.
В начале XX века в 12 км от Макеевки помещик Ломбардо построил шахту № 1 (Сорокина), в связи с чем образовалось два посёлка, а в 1925 году началось строительство посёлка вокруг шахты «Холодная Балка». В июле 1917 года посёлок Дмитриевский получил статус города и стал центром Макеевского района. В феврале 1919 года Макеевский район был включён в состав Донецкой губернии (центр г. Луганск).
До Октябрьской социалистической революции большинство домов посёлка были деревянными или саманными. В центре посёлка жили купцы и лабазники, содержатели винных лавок и подвалов, владельцы домов.

## Революция и Гражданская война
Временное правительство попыталось сорвать общегородскую за6астовку рабочих. 7 и 8 января полиция и жандармерия произвели многочисленные аресты: были схвачены и члены Ростово-Нахичеванского комитета РСДРП. Однако полностью разгромить большевистскую организацию в Ростове и Нахичевани, сорвать движение донских пролетариев властям не удалось. Непосредственно на предприятиях сохранились большевистские группы, которые и возглавили движение.
9 января, после забастовки на заводах Ростова-на-Дону забастовали шахтёрские предприятия в Макеевке. После 9 января в Макеевке было создано Специальное Стачечное Бюро. В те же дни останавливаются трубопрокатные заводы.
26 Октября, после Октябрьской революции в Макеевку пришли известия о падении Временного Правительства. В тот же день расквартированные казачьи полки разгромили здание Макеевского совета. 25 ноября В. И. Ленин обратился с письмом к рабочим Тульского оружейного завода и попросил их снабдить оружием красногвардейцев Боково-Хрустальскогои Макеевского районов. Туляки выделили макеевцам тысячу винтовок, сто пятьдесят тысяч патронов, три пулемета; москвичи дали двести винтовок, патроны, револьверы и гранаты. Рабочие и шахтеры города были готовы к вооруженной борьбе.
Для руководства отрядами шахтеров Совет создал штаб Красной Гвардии. В декабре 1917 года в Базово-Макеевском районе состоялся съезд Красной Гвардии, на котором обсуждали вопросы организации и взаимодействия отрядов. Вскоре, начались бои за Макеевку, в результате которых превосходящие силы Каледина взяли город. После взятия Макеевки Белой Армией по призыву Макеевского комитета РСДРП(б) рабочие и шахтеры «поднялись на защиту своих Советов». Рабочиепрекращали работу на рудниках и заводах и уходили в отряды Красной Гвардии. В ответ на приказ казачьего полковника[прояснить] сдать оружие председатель Берестово — Богодуховского Совета Р.Терехов заявил: «Оружие мы не сдадим, оно нам нужно для самозащиты и защиты наших пролетарских интересов». Вскоре, 11 Декабря 1917 года в Харькове состоялся Первый Всеукраинский съезд Советов, провозгласивший Украину республикой Советов. Было образовано правительство Украины — Народный секретариат. По его указанию красногвардейские отряды и революционные части под командованием Н. А. Руднева выступили из Харькова в Донбасс. Это наступление помешало объединению войск Центральной Рады с Белыми частями и создало условия для успешной борьбы с «контрреволюцией». Для разгрома были подготовлены три группы, командовали ими Сиверс, Саблин и Петров. Группы включали в себя 17000 человек, 17 артиллерийских батарей, свыше 100 пулеметов. В числе их сражался первый полк Красной Армии, сформированный из шахтеров Макеевки.

## Межвоенный период
В мае 1923 года было произведено слияние Макеевского волостного исполкома с Дмитриевским горисполкомом в одну административную единицу, и создание Макеевского райисполкома с нахождением в городе Дмитриевске. В августе 1930 года Макеевский район был расформирован, а населённые пункты, находящиеся в его подчинении, переданы Дмитриевскому райисполкому. К концу 1920-х годов новый коксохимический завод выпускал около 1,5 млн пудов кокса ежегодно.
23 ноября 1924 года на Щегловке открыто первое на Донбассе трамвайное движение протяженностью 14 км, обслуживаемое 11 вагонами, а с 22 августа 1927 трамвай пущен в центре города до металлургического завода. К 1926 году в городе работало 28 шахт, объединённых в Макеевское, Красногвардейское и Екатериновское шахтоуправление, три завода, брикетная фабрика, мастерские. Работало в угольной промышленности 17 558 человек, в металлургии — 9394 человек, в химии — 1517 человек.
В связи с тем, что на Украине было несколько одноимённых населённых пунктов, 23 июня 1931 года город Дмитриевск-Сталинский был переименован в город Макеевка. К этому году население города достигло 165 тыс. человек. В 1930-х годах угольные шахты были объединены в два угольных треста «Макеевуголь» и «Советскуголь» (37 шахт, производящих 7 млн 875 тыс. тонн угля).
В довоенные годы на Макеевском металлургическом заводе построены первые отечественные механизированная доменная печь и блюминг; на базе горноспасательной станции открыт единственный в стране научно-исследовательский институт по безопасности работ в горной промышленности (МакНИИ). К 1941 году в городе насчитывалось 60 предприятий, производилось 12 % общесоюзной добычи угля и 10 % — выплавки металла. К началу войны на шахтах работало 25 000 человек, в металлургии и коксохимии — 20 000 человек, на стройках — 3000 человек. Население города к 1941 году составило 259 тыс. человек.

## Великая Отечественная война
22 октября 1941 года город был оккупирован наступавшими немецкими войсками
Макеевка в годы оккупации
Возвращение Советов
6 сентября 1943 года в ходе Донбасской операции освобождён советскими войсками 5-й ударной армии Южного фронта:
- в составе: 3-го гв. ск (генерал-майор Белов, Александр Иванович) в составе: 50-й гв. сд (полковник Владычанский, Антон Станиславович), 54-й гв. сд (генерал-майор Данилов, Михаил Матвеевич), 96-й гв. сд (полковник Левин, Семён Самуилович); 301-й сд (полковник Антонов, Владимир Семёнович) 9-го ск (генерал-майор Рослый, Иван Павлович)[9].

Войскам, участвовавшим в освобождении Донбасса, в ходе которого они овладели г. Макеевка, Артёмовск, Горловка, Дебальцево, Енакиево, Иловайск, Константиновка, Красноармейское, Лисичанск, Чистяково (ныне Торез) и другими городами, приказом Верховного Главнокомандующего И. В. Сталина от 8 сентября 1943 года объявлена благодарность и в столице СССР г. Москве дан салют 20-ю артиллерийскими залпами из 224 орудий.
Приказом Верховного Главнокомандующего И. В. Сталина в ознаменование одержанной победы соединению, отличившемуся в боях за освобождение города Макеевка, присвоено наименование «Макеевского»:
- 54-я гвардейская стрелковая дивизия (генерал-майор Данилов, Михаил Матвеевич).

В годы Великой Отечественной войны экономике города был нанесен громадный ущерб. Погибли более 30 тыс. мирных жителей, и более 16 тыс. солдат и офицеров погибли на фронтах. За мужество и героизм в военное время 64 жителя города удостоены звания Героя Советского Союза.
Также, в годы войны, в городе активно действовало партизанское движение — отряды «Роман» и «Сапожник».

## Послевоенное время
Указом Президиума Верховного Совета СССР от 6 сентября 1977 года город Макеевка за большие успехи, достигнутые трудящимися города в хозяйственном и культурном строительстве, активное участие в борьбе с немецко-фашистскими захватчиками в годы Великой Отечественной войны и в связи с 200-летием со дня основания награждён орденом Трудового Красного Знамени.
19 октября 1981 года была введена в эксплуатацию Макеевская хлопкопрядильная фабрика проектной мощностью 10 тыс. тонн пряжи.

## Война на Донбассе
13 апреля 2014 года, на фоне украинского политического кризиса, в Макеевке прошёл митинг активистов с георгиевским лентами и российскими флагами, которые заняли здание горадминистрации, подняли флаг ДНР и выбрали народного мэра. По свидетельству раненого в боях российского военного, местное население заявляло: «70 процентов мирного населения здесь (в Макеевке) — за "укропов"». 31 мая в городе с почестями был похоронен местный житель Василий Буров, который погиб в ходе боестолкновений в Славянске. 11 июня активисты в камуфляже захватили здание СБУ.
В дальнейшем Макеевка подвергалась артиллерийским обстрелам:
- 7 августа 2014 года зафиксирован первый с начала войны(АТО) обстрел города: снаряд упал в районе Щегловки (шахта Глубокая)[16]
- 16 августа 2014 года под обстрел попал Червоногвардейский район[17]. В последующие дни обстрел усилился[18]
- 1 февраля 2015 году обстрелу подвергся север города[19]
- 27 октября 2016 года из гаубиц 122 калибра стреляли по Червоногвардейскому и Кировскому району[20]

В апреле 2016 года здесь было совершено покушение на командира сепаратистов Гиви.

## Комментарии
1. ↑  Соответствует центральной части современной Макеевки. Назван в честь Д. И. Иловайского — сына И. Г. Иловайского.